# 朝霞自衛官殺害事件
朝霞自衛官殺害事件（あさかじえいかんさつがいじけん）とは、1971年（昭和46年）8月21日に、東京都練馬区・埼玉県朝霞市・和光市・新座市にまたがる陸上自衛隊朝霞駐屯地で警衛任務中の自衛官が新左翼によって殺害されたテロ事件である。
犯人グループが「赤衛軍」を自称したことから「赤衛軍事件」ともいう。朝日ジャーナルの記者川本三郎と、週刊プレイボーイの記者Kがそれぞれ犯人を手助けし、日本のマスメディアの信頼失墜にも繋がった。

## 事件の経過
| 月日    | 時間         | 事柄                                                                                                   |
| ------- | ------------ | --- |
| 8月21日 | 20時30分     | 一場士長、動哨任務開始                                                                                 |
| 8月21日 | 20時40分     | 1回目の定時報告                                                                                        |
| 8月21日 | 21時10分     | 2回目の定時報告なし                                                                                    |
| 8月21日 | 21時40分     | 3回目の定時報告なし                                                                                    |
| 8月21日 | 22時00分過ぎ | 警衛司令、次の歩哨を交代場所に派遣                                                                     |
| 8月21日 | 22時10分     | 4回目の定時報告なし                                                                                    |
| 8月21日 | 22時30分     | 一場士長の任務終了時刻                                                                                 |
| 8月21日 | 22時30分過ぎ | 交代場所待機の歩哨、一場士長交代場所に現れずと報告。 ラッパ手1名を交代場所に派遣し、一場士長の捜索開始 |
| 8月21日 | 23時30分     | 捜索で発見できず。控え歩哨4名を応援派遣                                                                |
| 8月22日 | 00時00分過ぎ | 仮眠中の警衛所員7名全員で捜索。捜索隊員計13名                                                          |
| 8月22日 | 00時30分     | 倒れている一場士長を発見                                                                               |

### 事件当日の一場士長
東部方面隊第311装輪車野整備隊所属の一場哲雄士長（当時21歳）は21日、午前一回、午後一回の動哨任務を行い、20時30分に三回目の動哨任務に就いた。動哨中は途中に設置されている警備電話で30分毎に警衛司令に連絡する事になっていた。当夜、一場士長は20時40分に「異常なし」と連絡を入れたが、その後、連絡が途絶えた。

### 事件認知
22時過ぎ、警衛司令は一場士長からの連絡が途絶えたことから、次の歩哨を少し早めに交代場所に派遣した。22時30分、交代の時間になっても一場士長は交代場所に現れなかった。警衛司令はラッパ手1名を交代場所に派遣し、2名で捜索を開始した。23時30分、捜索隊から発見できずの報を受け、警衛司令は休憩中の歩哨4名を捜索に追加した。午前0時過ぎ、警衛司令は捜索隊に警衛所で仮眠していた7名を捜索に追加した。合計13名での捜索から30分後の午前0時30分、捜索隊の一人が血まみれで倒れている一場士長を発見した。
一場士長は直ちに病院に搬送されたが、既に死亡していた。
事件現場周辺には、一場士長が所持していた銃剣、鉄帽、懐中電灯が散乱していた他、近くの側溝から小銃が発見された。一方、犯人が残したとみられる以下の遺留品があった。
1. 1メートル四方の赤い布に、黄色のビニールテープで「赤衛軍」と貼り付けた旗
2. 「赤衛軍」と書かれた赤いヘルメット2個
3. ヘルメットの汗取りの折り返しの中に「緊急通達」と書かれた、6センチメートル×13センチメートル大のメモ1枚
4. 『戦斗宣言！！』と題するわら半紙に謄写版で印刷されたビラ82枚
5. 『朝日新聞』1971年（昭和46年）6月17日付、朝刊経済面
6. 腕時計2個
7. 眼鏡1個[6]

また、一場士長が左腕に付けていた「警衛」の腕章が消えていた。
『戦斗宣言！！』は次の文面が手書きで書かれていた。

### 司法解剖
一場士長の遺体は埼玉県警察本部鑑識課嘱託医により司法解剖が行われた。右胸部に深さ13センチメートルの刺創が2か所あり、そのうち1か所は第4肋骨から胸腔内に入り、右肺を貫通、胸骨の内面を抉っていた。もう一方の傷は脇下線状第8肋間から胸腔内に入り、横隔膜2か所を貫通、肝臓内に11.5センチメートル刺さって止まっていた。
死因は出血多量。解剖所見によると「心臓摘出時に流出血液ほとんどなし」だったという。他に顔面、頭部、頸部に挫裂創、線状切創が数か所あった。
死亡推定時刻は21日午後10時前後とされ、捜索隊員が発見した時間より少なくとも2時間前に殺されたことが判明した。

## 捜査

### 赤衛軍の残した痕跡
埼玉県警察は「赤衛軍」という新左翼党派が起こした事件とみて、朝霞警察署に捜査本部を設置し捜査を開始した。捜査の重点は、以下の通りであった。
1. 赤衛軍の割り出し
2. 事件当夜の現場周辺の不審者の発見
3. 遺留品の追跡[9]

一番目の「赤衛軍の割り出し」は困難を極めた。全学共闘会議（全共闘）崩壊後、武闘宣言をした共産主義者同盟赤軍派や京浜安保共闘ですら、警察は表に出ている構成員を把握するのが精一杯で、地下軍事組織は実態すら掴めていない状態だった。
赤衛軍については、『戦斗宣言！！』の文章から次の分析がなされた。
- 「プロレタリア国際主义（義）万才！」という表現は第四インターナショナル（通称四トロ）系の集団が好んで使う。
- 「万才」等、簡体字を使用しているのは、親中派の毛沢東崇拝信者と推定できる。

『戦斗宣言！！』は最初のうちは字の大きさが揃い、癖が出ないよう丹念に書かれていたが、時間が無かった為か、裏面になると字が不揃いになっていた。また、「緊急通達」のメモの筆跡と同一人物であることが、誰の目にも明らかであった。あれもこれも自分で書いているという事は、小集団であると考えられた。
また、「緊急通達」のメモは「ネスカフェ」「マックスウェル」「ストロング」「クリープ」「お元気ですか」「かぜ気味です」「見舞いに行きます」「総力あげて突入せよ」「処分せよ」などと商品名を思いつくまま挙げているだけで、暗号指令というよりは寧ろ幼稚な“遊び”すら感じさせた。従って赤衛軍は、毛沢東かぶれのトロツキスト集団で、理論も戦術も消化しきれない小集団であると推定された。

### 遺留品の捜査
二番目の「不審者の発見」も大きな期待が持てなかった。広大な敷地の駐屯地周辺は、昼間でさえ一般の通行が少ない。夜間の通行は外出の自衛官だけとなっていた。辛うじて期待が持てたのが、三番目の「遺留品の追跡」であったが、高度経済成長による大量生産と都市化により、昭和40年代になると遺留品の捜査も難しいものとなっていた。
眼鏡
一場士長は眼鏡をかけていなかったので、犯人の物とされた。眼鏡を詳しく調べると、それは業者が「ワンブリッジの白玉」と呼ぶ、度の無いダテ眼鏡であった。福井県鯖江市の業者が製造し、製造個数は120個程であったが、2千円程の安物で卸し先が池袋、新宿、渋谷の露天商だったため、販売した客の特定は先ず不可能であった。
腕時計
腕時計の一つは一場士長のものと判明し、もう一つは犯人の物とされた。セイコー・スポーツマチック5型で、内蓋に「S46・7」と赤鉛筆で書かれていたため、事件の一か月前に修理されたものと推測された。捜査本部が5万枚のチラシを関東一円の時計屋に配って捜査したところ、東京都品川区大井の修理工が修理したものと判明したが、客の修理依頼によるものではなく、質流れの時計を修理し、再び質屋に卸して販売したものであった。その時計は8月13日の夕方、長髪にサンダル履きの若い男に5千円で販売したことがわかった。サンダル履きということで、犯人のひとりは大井が行動範囲であるとみられた。
ヘルメット
2個のヘルメットは、表面全体を赤のペンキで塗り潰し、黒のペンキで「赤衛軍」と書かれていた。ペンキを剥がすと正面に薄っすらと「S」のマークが出てきた。紙やすりで削った跡があったが、完全には削り取っていなかった。このヘルメットは中央区日本橋に本社がある工務店のもので、7月24日から27日の間に世田谷区赤堤の工事現場で盗まれた4個のうちの2個であることがわかった。この工事現場は京王線下高井戸駅から日本大学文理学部へ続く「日大通り」にあった。
遺留品捜査は、犯人の行動範囲が東京の大井、下高井戸であることがわかったが、それ以上の進展は望めなかった。

### 週刊プレイボーイの記事から捜査が進展
発生直後から、マスコミはこの事件を大きく取り上げていたが、10月19日号の『週刊プレイボーイ』に「独占スクープ　朝霞の自衛官殺しはオレたちだ！」「謎の超過激派〈赤衛軍〉幹部と単独会見！」という記事が掲載された。記事を要約すると以下の通りであった。
記事の最後に次の編集部のト書きがあった。
100人規模の大部隊ならば、警察の捜査の過程で網にかかるはずである。また、車が8台というのも大袈裟で、駐屯地付近の捜査で不審車情報が1～2台はあったが、8台は嘘と見られた。よって大方の捜査員は記事に信憑性は無いとみていた。
しかし、捜査幹部は記事のある部分に注目していた。編集部の「キミたちがやったという証拠はあるのか」という問いに“赤坂”が「そんなにいうのならば、一つだけヒントを与えよう。実は現場に“指輪”を落としたが、サツが公開した遺留品のリストには入ってない」というやり取りである。この時点で警察は、一場士長が左腕に着けていた「警衛」腕章が無くなっていた件は公表していなかった。指輪と腕章とで大きさが違うが同じ「輪」である事が、捜査幹部が気になった点であった。

### “赤坂”に辿り着く
“赤坂”を取材したのはK記者であることがわかった。K記者の近辺を捜査したところ、左翼勢力が国際反戦デーと設定した10月21日に、K記者が“赤坂”と会い、過激派の闘争について解説させ、記事にすることがわかった。捜査員が取材場所の集英社近辺の喫茶店で張り込み、K記者と“赤坂”が喫茶店から出てくるところを写真に撮り、“赤坂”の顔写真を押さえた。その後“赤坂”はタクシーに乗り込み、捜査員も追ったものの見失ってしまった。
タクシーのナンバーから運転手を割り出し、“赤坂”が下車した場所が甲州街道の旧道、京王線千歳烏山駅付近であることがわかった。捜査本部は喫茶店で撮った写真を手掛かりに捜査員60人態勢で聞き込み捜査を行った。聞き込み2日目、捜査員が手掛かり無く千歳烏山駅前広場に集合して帰ろうとした時、捜査員の一人が駅から出て来る“赤坂”を目撃した。すぐさま尾行すると、“赤坂”は世田谷区南烏山四丁目のアパートに入っていった。その男は、日本大学文理学部2年生、菊井良治であると特定された。間も無く『戦斗宣言！！』「緊急通達」の筆跡が菊井の字と一致した。
捜査本部は菊井の自宅近くのアパートを借り上げ、張り込み捜査を開始した。すると、菊井主宰の大学公認サークル「現代哲学芸術思潮研究会」（哲芸研）のメンバー、S、A、Mが浮かび上がり、四人に事件当日のアリバイが無い事がわかった。

### 産経のスクープ
一方、産経新聞は日本大学文理学部に絞って集中取材をしていた。ヘルメットの盗難場所近くの日大文理学部を取材したところ、用務員の一人が学内のエレベータに「赤衛軍参上」のいたずら書きを見つけ、「消しても学生がまたいたずらするので、夏休みに入って消した」との証言を得たからであった。
産経は下高井戸駅で定期券申込書の筆跡を調べたり、日本大学文理学部の哲芸研全員の論文を入手したりして、菊井に辿り着いた。
過激派学生は学生課に本当の住所を届け出るようなことはしない。産経の記者は入学願書から愛知県の実家の住所を突き止め、百貨店の配達員を装って菊井の東京の現住所を割り出した。そして捜査員が張り込んでいたアパートのすぐ近くの商店に記者を住み込ませ、菊井と捜査本部の動きを密かに取材していたのであった。
産経は11月14日（日曜日）の朝刊で、「自衛官殺しは日大生　朝霞事件　近く逮捕状」と社会面トップでスクープ記事を掲載した。

## 被疑者の逮捕

### 菊井良治、Sを逮捕
1971年（昭和46年）11月16日、捜査本部は、菊井良治（22歳、日本大学文理学部・哲芸研主宰）とS（19歳、日本大学文理学部・哲芸研メンバー）の二人を強盗殺人等の疑いで逮捕し、自宅など関係先20ヵ所を家宅捜索した。
また同日早朝、滝田修こと竹本信弘の自宅を家宅捜索した。

### 日大生2人を逮捕
続く11月18日、A（20歳、日本大学文理学部女子学生・哲芸研メンバー）とM（19歳、同）を強盗殺人の疑いで逮捕。
警察の取調べに対し容疑者の学生らは、
- 自衛隊の武器を強奪するために、幹部自衛官の制服を準備し、幹部自衛官に変装して駐屯地内に侵入した。
- 歩哨の自衛官をいきなり包丁で刺し、所持のライフル銃を奪おうとしたが、ライフル銃が側溝に落ちてしまい、暗かったので見失ってしまった。
- 自党派の存在をアピールするため、わざと遺留品を残した。

と供述した。

### 元自衛官を逮捕
1971年（昭和46年）11月23日、元自衛官を逮捕。

### 元自衛官のArら2人を逮捕
1971年（昭和46年）11月25日、Ar（21歳、駒澤大学1年生、元自衛官）と、無職の男（23歳、日大卒業生）の2人を逮捕。

### さらに元隊員二人を逮捕
1971年（昭和46年）11月30日、ArとSが朝霞駐屯地に侵入するための自衛官制服入手を手伝ったとして、元自衛官のSk（21歳、運転手）と、Sh（21歳、工学院大学2年生）の二人を建造物侵入、窃盗容疑で逮捕。

### 朝日新聞の記者らが事件に関与
『朝日ジャーナル』の記者川本三郎（27歳）は1971年（昭和46年）2月から菊井と親交を結び、犯人に金を渡すなどの便宜を図り、その見返りにスクープ報道の材料となる情報の提供を受けていた。川本はさらに犯人から犯行の唯一の物証である「警衛腕章」を預かり、さらに同僚記者の妻にこれを託し、1971年（昭和46年）9月上旬に朝日新聞社高井戸寮の焼却炉で灰にさせていた。
1972年（昭和47年）1月8日、埼玉県警察は朝日新聞社に対し、川本の出頭を要請。朝日側は川本の出頭理由の説明を求め、同日午後4時、県警と朝日との間で極秘会議が開かれた。この会議で県警は川本の逮捕と共に朝日新聞社の家宅捜索の意向を示した。これに対し朝日側は「朝日新聞百年の歴史の中で、警視庁すら指一本触れさせたことがない。こともあろうに埼玉県警が捜索とはなにを血迷うか」と威丈高に拒否した。
最終的に朝日側は1月9日の午前9時に川本を草加警察署に出頭させることに同意した。午後5時、捜査本部は川本の逮捕状を執行し、朝日ジャーナル編集部の川本と、川本の上司のN記者の机、ロッカー及び自宅の家宅捜索を行った。
また、『週刊プレイボーイ』の記者K（26歳）が犯人への取材に際して「警察の逮捕は近い」と教えるとともに逃走資金1万円を渡していたことも判明した。このため、両人は1972年（昭和47年）1月9日に犯人蔵匿及び証拠隠滅の罪で逮捕された。

### 川本三郎、否認から自供へ
川本は埼玉県警察の調べに対し、腕章焼却について「腕章を預かった事さえ無い」と否認していた。また、川本が関連する家宅捜索でも腕章は発見出来なかった。事件に関連する物は、Nの引き出しから、滝田が川本宛に4万円送金した「電信為替振出請求書」と「フジモトニワタシテクレ、イチマンタリヌ、ワビル、タキタ」の通信文、滝田が中国共産党幹部に宛てた親書のコピーだけであった。
川本の拘置期限は1月19日午前0時であった。検察も川本から自供を引き出せず、18日午後7時、証拠不十分で釈放する方針となった。そこで、川本を今まで取り調べしてこなかった埼玉県警捜査員が取り調べることになった。捜査員は被疑事実について川本を尋問したが、川本は変わらず「被疑事実については全面的に否認します」と答えた。すると捜査員は「被疑事実については……《は》とは、なにか。逮捕状の被疑事実以外の君の嫌疑は認めるということか。君は新聞記者でことばを大切にする職業ではないか。今いった《は》の説明をしてもらおう」と居丈高に畳みかけた。意表を突いたこのやり取りで川本は一挙に崩れ、自供し焼却を認めた。
朝日新聞社は川本を1月19日付で退社処分とした。

### 川本らの起訴に際して検事正が異例の談話
1972年（昭和47年）1月31日、浦和地方検察庁は、川本とKを起訴した。起訴に際して、大島功検事正は次の異例の談話を発表した。
検察検事正が自制を求める程に報道機関側の自浄作用が喪失していた訳だが、この談話を全文掲載した新聞は一紙も無かったという。

## 事件の全容
容疑者の供述から、事件の全容は以下の通り判明した。（年齢は事件時）

### 犯人グループ

#### 実行犯
- 菊井良治（22歳、日本大学2年生、犯行計画・指揮）
- Ar（21才、駒澤大学1年生、元陸上自衛官、一場士長撲殺）
- S（19歳、日本大学2年生、一場士長刺殺）
- A（21歳、日本大学2年生女子、殺人犯幇助）
- M（19歳、日本大学2年生女子、殺人犯幇助）

#### 幹部自衛官制服入手・窃盗
- Sh（21歳、工学院大学2年生、元陸上自衛官）
- Sk（21歳、運転手、元陸上自衛官）

#### マスメディア
- 川本三郎（27歳、朝日ジャーナル記者）
- K（26歳、週刊プレイボーイ記者）

#### 黒幕
- 滝田修こと竹本信弘（31歳、京都大学助手）

### 年譜
- 1971年（昭和46年）
  - 02月18日 - 菊井が朝日新聞東京本社朝日ジャーナル編集部に「たれ込み」電話。Nと川本が築地近くの旅館で取材し、菊井が川本宅に宿泊[57]。
  - 04月13日 - 大阪府箕面市の旅館で菊井と滝田が初会談。週刊朝日N記者による取り計らい[58]。
  - 06月21日 - 現役自衛官が幹部自衛官の制服を窃盗[59]
  - 07月25日 - 菊井とS、日大通りにある工事現場にあるヘルメットを盗み出す[60]
  - 07月29日頃 - 菊井、Sの下宿先にAとMを呼び出し、武器奪取計画を説明[61]
  - 08月05日 - 菊井の元に幹部自衛官の制服が届く[62]
  - 08月09日 - SkとShが朝霞駐屯地に侵入、PXで幹部自衛官の制服を購入、制帽を窃盗[63]
  - 08月12日 - 帝国ホテルに集まりグラントハイツ襲撃準備[63]
  - 08月13日 - （1回目）グラントハイツ襲撃実行するも未遂に終わる[63]
  - 08月14日 - （2回目）朝霞駐屯地襲撃を企図するもレンタカーを調達できず未遂に終わる
  - 08月15日 - （3回目）警視庁北沢警察署七軒町派出所[注釈 10]襲撃実行するも未遂に終わる
  - 08月21日 - （4回目）朝霞駐屯地襲撃実行、一場士長殺害

### 川本三郎と菊井良治の出会い
1971年（昭和46年）2月17日に真岡銃砲店襲撃事件があった日の翌日の2月18日（木曜日）、朝日新聞東京本社にある朝日ジャーナル編集部に電話があった。木曜日は朝日ジャーナル編集部が休みだった為、隣の週刊朝日編集部員Nが応対した。男は“梅本”と名乗り、京浜安保共闘の幹部が真岡事件について話したいので記者を寄越して欲しい、という内容だった。
Nは“梅本”に指定された場所で、京浜安保共闘幹部“大杉”と会った。実は“梅本”と“大杉”は共に菊井であり、菊井が“梅本”と名乗って電話をかけ、“大杉”と成り済ましてNに会い、菊井が一人二役を演じて朝日新聞に接触していた事が後になってわかった。
Nと“大杉”こと菊井は、朝日の出版局がよく使用する築地の旅館に移動、同僚の川本三郎記者を呼び寄せてインタビュー取材を行った。インタビューの成果は、3月5日号の『週刊朝日』で「独占インタビュー」として掲載された。
記事は次のような書き出しであった。
記事は「自衛隊からカービン銃を奪って」機動隊を殲滅し、日本帝国主義を倒して革命政権をつくるというもので、次のような内容であった。
インタビューの最後には次のト書きで結ばれていた。
当時、京浜安保共闘はゲリラ闘争で「ナゾの過激派集団」と云われていたが、実績といえば羽田空港に海から数隻のボートで上陸したとか、真岡銃砲店襲撃事件がある程度であった。仮に記事の計画を実行に移すとしたら、最低でも1,000人から1,500人の活動家と相当数の爆弾や銃器、それらを製造するための工作機械が必要であり、男が出鱈目を言っていることは常識で判断できるものであった。まして、Nと川本は学生問題を担当していたから、他の記者より詳しい筈であった。
ところがNと川本は菊井のいう事を全面的に信じ切り、取材謝礼として当時では破格の10万円を菊井に支払ったうえ、余程菊井の事が気に入ったのか、取材後、菊井を杉並区阿佐ヶ谷所在の川本の自宅に呼び寄せた。Nが滝田修こと竹本信弘と京都大学時代からの親友であることを菊井が知ったのは、この日の夜に川本宅で三人で談笑しているときであった。

### 滝田修と菊井良治の出会い
1971年（昭和46年）4月13日、Nの仲介により、滝田と菊井の対談が大阪府箕面市の旅館で行われることになった。菊井は新幹線で新大阪駅到着後、朝日新聞社のハイヤーで旅館に向かい、滝田と対面した。
この対談で滝田は「革命を成し遂げるには、ゲリラ部隊を編成し、武闘を展開すべきだ。そして関東、関西で共闘する必要がある。当面、4・28闘争（沖縄デー）を戦い抜こう」と提案し、菊井も大いに賛成した。
会談後、箕面市の旅館を出た二人は車で大阪市北区に向かい、菊井の宿泊先のビジネスホテルに入った。二人は、滝田が持ち込んだサントリーレッドで深夜まで呑み、それでも呑み足りずに近くの居酒屋に向かった。菊井はこの夜のことが余程嬉しかったようで、帰京後、哲芸研の仲間達に滝田との夜を自慢気に話したという。

### 8月21日、朝霞駐屯地へ
8月21日、土曜日。武器奪取四度目の試み。18時30分、菊井、Ar、Sの三人は新宿でレンタカーを借り、行動を開始した。車種は三菱コルトギャランで、Ｓが運転した。
計画は、20時30分にAr、Sが自衛官の制服を着て駐屯地に侵入、武器庫から64式小銃と弾薬を奪う。その後東武東上線成増駅前の喫茶店で待機しているAとMに襲撃の成否を連絡。後に合流して銃を受け取り、予め用意したぬいぐるみに銃を隠して22日午前2時、新宿の喫茶店に集合するというものだった。AとMは電車で成増駅前の喫茶店に向かった。
一方、三人を乗せた車は一旦成増駅前に向かい、菊井を降ろした。菊井は「しっかりやれ」と二人を激励して見送った。ArとSは板橋区成増の暗がりに車を停め、自衛官の制服に着替え、予め盗んだナンバープレートに付け替えた。

### 侵入
20時30分、朝霞駐屯地の正門に到着。二尉の襟章を付けたArを見た歩哨は、敬礼をし、車を通した。Arは士官のように答礼して難なく警衛所を突破した。
車を駐屯地内のPX（酒保、売店）近くの駐車場に停め、PX脇の公衆電話からAらが居る喫茶店に電話をかけ「侵入成功。三十分後にやる」と連絡した。ArとSは車を降り、武器庫に向けて歩き始めた。

### 襲撃
20時45分頃、駐屯地北東の道路で動哨を見掛けた。動哨の銃を奪い取ることを思い立ち、動哨に近づいて行った。Arはすれ違い様に「ご苦労さん」と声をかけ、動哨が敬礼をした。Arは空かさず動哨の腹にパンチを喰らわせた。動哨は「何をする」と大声を上げた。Arは続け様に両手で動哨の首を締め、膝で股間を蹴り上げた。直後、Sが柳包丁で動哨の右胸を突き刺した。続けざまに二度、三度刺した。
動哨は道路脇のブッシュにArとSと一緒になって倒れた。動哨は尚も起き上がろうとした。Sが足を押さえたが跳ね飛ばされそうになった。Arが棒のようなもので、動哨を滅多打ちにした。棒のようなものが銃であったかどうか、ArもSも覚えていないが、他に棒状のものは無かったことから、銃で叩いたと思われる。やがて動哨は動かなくなった。
ArとSは動哨が持っていた銃を探したが、見つけられなかった。二人は銃を探すのを諦め、持って来たボストンバッグを開けた。侵入のもう一つの目的、「赤衛軍のプロパガンダ」の為に、「赤衛軍のヘルメット2個」「赤旗」『戦斗宣言！！』のビラを取り出して、草むらに放り投げた。駐屯地侵入の証拠を示さなければ菊井を納得させられないと思ったArは、動哨の左腕から「警衛」の腕章を奪い取った。

### 逃走
手や顔に返り血を浴びているのに気付いた二人は駐車場に戻ると洗車場に向かった。Arが先に、Sが後を追った。Arが水を手に当てたとたん、「痛え」と呻いた。Sが動哨を刺す際にArの右中指を切っていたのだった。その上、Sの上衣の袖口から胸にかけて、血がべっとりとついて黒く光っているのが夜目にもはっきりとわかった。Sは上衣を脱ぎ、丸首シャツ姿となった。
Sが運転をして正門に向かった。Sは昂奮の為か、スピードを出していた。途中、横から出てきたジープと衝突しそうになった。さらに、警衛所では一時停止せず、スピードを落とさず通り抜けてしまった。
警衛所の15メートルほど先、川越街道の信号が赤で止む無く停車。すると歩哨二人が追って来た。歩哨は「警衛所では一時停止をしてください。それに下着での外出は禁止されています」と注意をした。Arは咄嗟に「今、脱柵兵があり、これを引導外出し、立ち回り先を探索する」と嘘をついた。歩哨は敬礼をして下がって行った。

## 滝田修こと竹本信弘の逃亡と逮捕
首謀者とされた竹本信弘（ペンネーム滝田修、当時京都大学助手）は無実を訴え、新左翼活動家の支援を受けて地下に潜行したが、約10年後の1982年（昭和57年）8月8日、川崎市多摩区の日本民家園で埼玉県警察に逮捕された。また、竹本を匿っていた女（49歳）も、犯人蔵匿、犯人隠避の疑いで逮捕された。

### 講談社勤務の男を逮捕
1982年（昭和57年）8月28日、竹本の逃走を助けていた支援者グループの一人、講談社勤務の男（44歳）を犯人隠避容疑で、福島県いわき市の常磐ハワイアンセンターで逮捕。埼玉県警察の調べによると、男は竹本が指名手配されていることを知りながら、講談社出版研究所の翻訳などの仕事を竹本に斡旋。竹本は翻訳料として20万円以上の報酬を得ていた。

### 都立大助手の男を逮捕
1982年（昭和57年）9月6日、別の逃走支援者の東京都立大学工学部助手の男（47歳）を犯人隠避容疑で逮捕。

## 裁判

### 実行犯
実行犯の裁判は、1975年（昭和50年）1月29日、浦和地方裁判所で第一審、1977年（昭和52年）6月30日、東京高等裁判所で第二審判決が言い渡された。
菊井良治
第一審で懲役18年、第二審で懲役15年に減刑、同年11月、最高裁で上告棄却され、菊井の懲役15年の刑が確定した。
Ar
第一審で懲役15年、第二審で懲役14年の刑が確定した。
S
第一審で懲役13年、第二審で懲役12年の刑が確定した。
A
第一審で懲役3年6ヶ月の実刑判決。第二審で懲役3年、執行猶予5年に減刑された。
M
1973年（昭和48年）12月2日、ひき逃げ交通事故に遭い死亡したため、判決は出されなかった。

### 幹部自衛官制服入手・窃盗
Sh
懲役1年執行猶予3年。
Sk
懲役8ヶ月執行猶予3年。

### 川本三郎
1972年（昭和47年）9月、裁判所は「報道、取材の自由は尊重されねばならないが、取材対象者に安易に接触、宣伝役になってはならない。今回の事件は取材の自由を大きく逸脱したもので、事件の重要な証拠である腕章を焼いた行為は捜査を長引かせ、社会に与えた影響は重大だ」としたが、「菊井らの犯行を助長する意図はなかった」と情状を酌量し、懲役10ヶ月、執行猶予2年の判決が確定した。

### 竹本信弘
第一審で竹本は強盗致死の謀議を否定し幇助で有罪として懲役5年判決を受けた。竹本は控訴したが浦和地方検察庁は控訴を断念した。
第二審が開始された後の1992年（平成4年）7月21日、竹本は控訴を取り下げ、一審の懲役5年が確定したが、拘置所での未決勾留期間が量刑を上回っており、釈放された。

## 事件後

### 栄典
入隊後1年半程度ながら、歩哨係の任務を忠実に遂行しようとして殉職した一場士長は、その功績が評価され、特別に2等陸曹に任じられ、勲七等青色桐葉章が授与され、また防衛庁長官2級賞詞及び2級防衛功労章が授与された。
これ以降は2曹と表記する。

### 自衛隊施設入門規則の改定
当時幹部自衛官は制服を着用していれば身分証明書の提示が無くとも警衛所を通過出来たが、本事件以降はたとえ制服・戦闘服等を着用した幹部自衛官であっても身分証明書を提示しなければ営門を通過出来なくなった。

### 一場2曹の両親による民事訴訟
一場2曹の遺族の両親には、遺族補償一時金として175万8千円、葬儀代10万5千円、退職金20万円に加え、暴漢撃退ということで、防衛庁長官の賞恤金300万円が加算され、506万3千円が支払われた。これは当時の交通事故死の補償にも満たない金額である。
やりきれない一場2曹の両親は、加害者に損害賠償を求められる筈もなく、「自衛隊が駐屯地の出入りを厳重に管理していれば事件は防げたはず」として、国を相手に損害賠償訴訟を起こした。一審では両親の訴えは退けられたが、二審では両親の訴えが認められた。国は最高裁に上告したものの棄却され、国に1,850万円の支払いを命じた。

### 腹腹時計
1974年（昭和49年）に三菱重工爆破事件を起こした東アジア反日武装戦線は教本『腹腹時計』において「マスコミ・トップ屋との関係は断つべき」として「赤衛軍」を失敗例として挙げた。

## 事件を題材にした作品
『マイ・バック・ページ』
川本三郎作、1988年（昭和63年）刊。2011年（平成23年）、山下敦弘監督、妻夫木聡・松山ケンイチ主演により映画化。

## 追悼施設

### 慰霊碑
事件後、朝霞駐屯地内の一角に松とツツジの植え込みで区切られた150平方メートルの「雄魂園」が造営され、そこに一場2曹を顕彰する「雄魂碑」が自衛隊員の寄附金によって建立された。